# Томислав Чижмешија
Томислав Чижмешија (Загреб 19. октобар 1968) је бивши југословенски и хрватски репрезентативац у уметничком клизању. Такмичио се у појединачној конкуренцији.
У својој спортској каријери учествовао је на великим међународним такмичењима, од којих су најважнија:
за Југославију
- Светска првенства 1987, 1988. и 1991. али ниједном није ушао у финални део првенства
- Европска првенства: 1986. (21), 1987. (16), 1988. (21), 1989. (17), 1990. (20), 1991. (17)

за Хрватску
- Зимске олимпијске игре 1992. у Албервилу 29. место
- Светско првенство 1992, 1993. и 1994. али ниједном није ушао у финални део првенства
- Европска првенства: 1993. (23) и 1994. (није ушао у финални део)

На Олимпијским играма у Албервилу 1992. када је Хрватска први пут учествовала као самостална држава Томислав Чижмешија је био први носилац заставе своје земље у свечаном дефилеу приликом отварања Игара.
Томислав Чижмешија има млађу сестру која је такође била репрезентативка Југославије и Хрватске у уметничком клизању.